# Западный (Синегорское сельское поселение)
Западный — хутор в Белокалитвинском районе Ростовской области.
Входит в состав Синегорского сельского поселения.

## География

### Улицы
- ул. Садовая,
- ул. Степная.

## Население
| 1989 | 2002 | 2010 |
| ---- | ---- | ---- |
| 184  | ↘128 | ↘92  |